# El pequeño Quinquin
El pequeño Quinquin (título original en francés: P'tit Quinquin) es una miniserie / película de misterio de asesinato francesa de 2014 dirigida por Bruno Dumont. Estrenada originalmente como película en el Festival de Cine de Cannes de 2014 (y posteriormente para estrenos internacionales), se transmitió en septiembre de 2014 como una miniserie de cuatro episodios en la televisión francesa.
Dumont hizo una secuela, Coincoin and the Extra-Humans (Coincoin et les Z'inhumains), en 2018, con la mayoría del elenco de la película original.

## Reparto
- Alane Delhaye como "P'tit Quinquin"
- Lucy Caron como Eva Terrier
- Bernard Pruvost como Roger Van der Weyden
- Philippe Jore como Rudy Carpentier
- Philippe Peuvion como el padre de Quinquin, el Sr. Lebleu
- Céline Sauvage como la madre de Quinquin
- Jason Cirot como Dany Lebleu
- Lisa Hartmann como Aurélie Terrier
- Julien Bodard como Kevin
- Corentin Carpentier como Jordan
- Baptiste Anquez como Mohamed Bhiri
- Pascal Fresch como el Sr. Campin